# 安娜·科紐赫
安娜·科紐赫（英語：Ana Konjuh，1997年12月27日—）是克羅埃西亞职业网球女运动员，2014年轉職業。她的WTA生涯最高單打排名為20
2016年美國網球公開賽，科紐赫首度進入八強，不敵最終闖入決賽的捷克選手卡羅萊娜·普利斯科娃。
2021年WTA100大賽受傷勢影響復出中的Konjuh在第三輪以三盤擊敗波蘭希望(15號種子)Iga Swiatek 伊加 思維亞泰克

## 外部連結
- 安娜·科紐赫的国际女子网球协会官方資料（英文）
- 安娜·科紐赫的國際網球總會 職業／青少年 官方資料（英文）